# PPP1R9B
Neurabin-2 es una proteína que en humanos está codificada por el gen PPP1R9B.
La espinofilina es una subunidad reguladora de la subunidad catalítica de la proteína fosfatasa-1 (PP1; ver MIM 176875) y está altamente enriquecida en espinas dendríticas, protuberancias especializadas de los ejes dendríticos que reciben la mayor parte del aporte excitador en el sistema nervioso central. (Allen et al. 1997).

## Interacciones
Se ha demostrado que PPP1R9B interactúa con PPP1CB, PPP1CA,  receptor de dopamina D2, P16, PPP1CC,   invasión de linfoma de células T y proteína inductora de metástasis 1 y PPP1R2 .